# Caher Conor

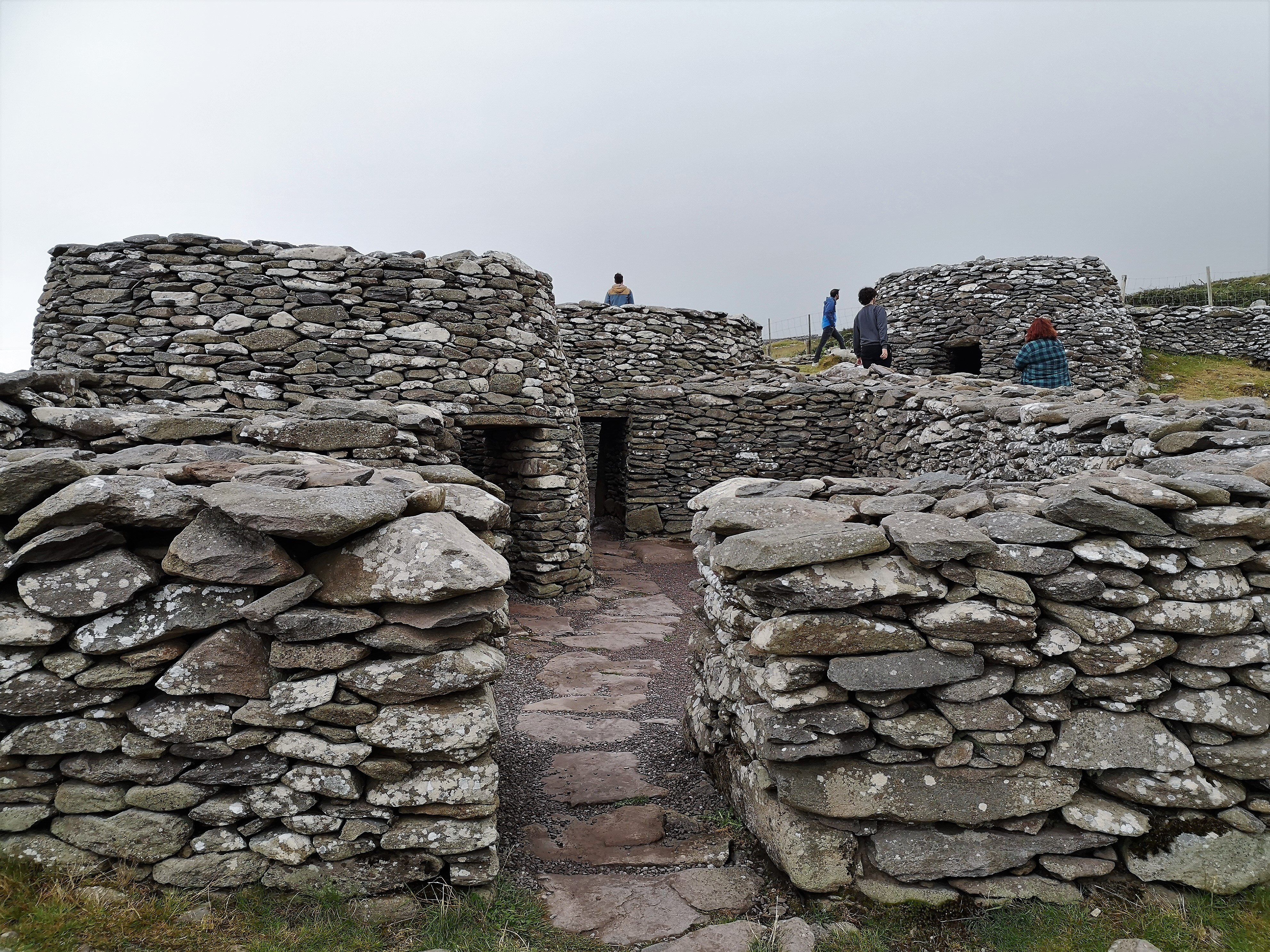
Caher Conor

Caher Conor (irisch Cathair na gConchuireach – auch als „Fahan Beehive Huts“ –  deutsch Bienenkorbhütten von Fahan bekannt) ist ein Dun. Es liegt im Townland Fahan (irisch Fán) auf der Südseite des Mount Eagle (irisch Sliabh an Iolair), westlich von Dingle bei Ventry auf der Dingle-Halbinsel im County Kerry in Irland.
Der Komplex besteht heute aus fünf eng benachbarten, von Außenmauern umfassten Bienenkorbhütten (irisch Clochans) im nicht mehr erkennbaren Caher Conor. Der Hügel hatte einmal über 400 dieser Kraggewölbebauten aus Trockenmauerwerk, was einen Antiquar im 19. Jahrhundert dazu veranlasste, das Gebiet als die „Stadt Fahan“ zu bezeichnen. Die Hütten von Fahan entlang des Slea Head Drive stammen wahrscheinlich aus dem 12. Jahrhundert. 
In der Nähe liegt Dunbeg Fort (irisch An Dún Beag – „das kleine Dun“).